# Cameron Smith
Cameron Smith (1993) is een Australische golfer.

## Amateur
Als amateur speelde Cameron Smith in het nationale team van Australië. In mei 2009 behaalde hij zijn eerste belangrijke overwinning, de 5de editie van de Handa Junior Masters. 

### Gewonnen
- 2009: Handa Junior Masters
- 2011: Australisch Amateur U18 (strokeplay), Australisch Amateur (strokeplay)
- 2012: Australisch Amateur (strokeplay)
- 2013: Australisch Amateur (matchplay)

### Teams
- Eisenhower Trophy: 2012

## Professional
Smith werd in 2013 professional.
In 2013 speelde hij op de Australische PGA Tour. Zijn beste resultaat was een 2de plaats in het Queensland PGA kampioenschap.

In 2014 speelde hij op de Aziatische PGA Tour. Hij eindigde zeven keer in de top-10 en steeg naar de 5de plaats op de Order of Merit.

In 2015 kwalificeerde hij zich voor het US Open, waar hij als vierde eindigde. Daarna mocht hij het verdere seizoen op de Amerikaanse PGA Tour spelen en kwalificeerde zich voor het Masters van 2016. Hij eindigde in 2015 binnen de top-125 op de ranglijst en verdiende zijn speelrecht voor seizoen 2015-2016. In 2022 won hij de 150ste British Open in St. Andrews.  

### De Majors
| Toernooi         | 2015 | 2016 | 2022 |
| ---------------- | ---- | ---- | ---- |
| Masters          | =    |      |      |
| US Open          | T4   |      |      |
| Brits Open       | =    |      | 1    |
| PGA Championship | T25  |      |      |